# Louis Delaunay-Belleville

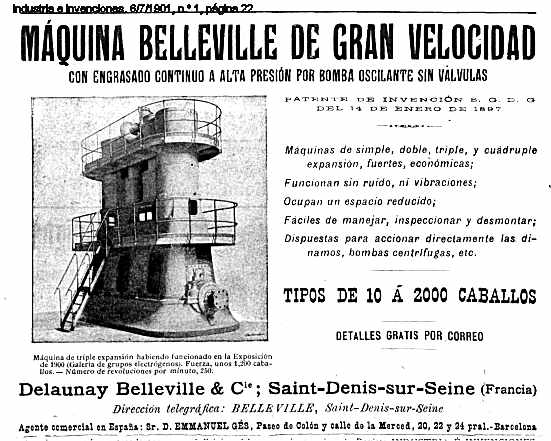
Anuncio de una caldera Belleville

Louis Delaunay-Belleville (20 de noviembre de 1843 - 10 de febrero de 1912) fue un ingeniero francés, director de los Talleres Belleville dedicados a la fabricación de grandes motores de vapor y posteriormente a la construcción de los automóviles Delaunay-Belleville. 

## Semblanza
Educado en St. Barbe y en la École Polytechnique, ingresó en la Escuela de Ingeniería Naval en 1864, y en 1867 comenzó a trabajar para los Talleres de Belleville, situados en Saint-Denis, cerca de París. 
Se casó con Marie Anne Elisabeth Belleville, hija de Julien Belleville (1823-1896) y se convirtió en socio y finalmente jefe de la empresa que producía las conocidas calderas Belleville, y más tarde el automóvil Delaunay-Belleville. En 1884 cambió su apellido a Delaunay-Belleville. 

## Cargos
- Presidente de la Cámara de Comercio de París desde 1890 hasta 1909[2]
- Regente del Banco de Francia
- Director general de la Exposición Universal de París (1900)[2]

## Publicaciones
- Du régime commercial des ports de navigation intérieure en France
- Lois et règlements concerniente les appareils à vapeur, en Europe et aux États-Unis d'Amérique

## Reconocimientos
- Cruz del Mérito Naval concedida por el Gobierno de España (11-4-1899)[3]
- Gran Oficial de la Legión de Honor en (12-4-1900).
- Cruz de la Orden de Carlos III concedida por el Gobierno de España (25-10-1900)[4]